# Луги (Курська область)
Луги (рос. Луги) — присілок в Золотухинському районі Курської області Російської Федерації.
Населення становить 22 особи. Входить до складу муніципального утворення Онуфрієвська сільрада.

## Історія
Населений пункт розташований на території українського етнічного та культурного краю Східна Слобожанщина.
Від 2004 року входить до складу муніципального утворення Онуфрієвська сільрада.

## Населення
| 2002 | 2010 |
| ---- | ---- |
| 34   | ↘22  |